# راتکلیف (آرکانزاس)
راتکلیف (آرکانزاس) (به انگلیسی: Ratcliff, Arkansas) یک شهر در ایالات متحده آمریکا با جمعیت ۱۹۱ نفر است که در آرکانزاس واقع شده‌است.

## موقعیت جغرافیایی
موقعیت جغرافیایی شهرها و مناطق اطراف به شرح زیر است: